# Jetrenjaki
Jetrenjaki (znanstveno ime Marchantiophyta) štejemo za primitivnejše, izvirnejše predstavnike mahov. Ta trditev se opira na vrsto znakov v njihovi zgradbi, med katerimi je najpomembnejši relativno enostavna zgradba gametofita. Gametofit, ki se razvije iz zelo majhne, enostavno zgrajene predkali, je pri mnogih vrstah podoben steljki, bolj ali manj prilegli na podlago.

## Zgradba
Protonema je slabo razvita, gametofor navadno polegel, steljkast ali listast. Celice vsebujejo več kloroplastov, v nekaterih celicah pa so razviti posebni organeli – oljna telesca. Rizoidi, ki so kot las tanke strukture, s katerimi se rastlina zakoreninja v tla in črpa iz nje hranilne snovi), so enocelični. Nižji jetrenjaki navadno živijo na vlažnih mestih, kar dobro pa prenašajo tudi sušo, zaradi česar so poselili tudi ekstremna rastišča. Višji jetrnjaki pa so rastline trajno vlažnih in senčnih rastišč.

## Razmnoževanje
Kakor mahovom je tudi jetrenjakom skupen način razmnoževanja z menjavo spolne in nespolne generacije. 

## Vrste jetrenjakov
Vrste, ki imajo steljki podoben gametofit, imenujemo s skupnim imenom steljkasti, krpati ali talozni jetrenjaki. Nasprotno od njih je relativno velika skupina listnatih jetrenjakov, pri katerih je gametofit diferenciran v steblo in listom podobne organe.
Bolj znani jetrenjaki so krpati ali steljkasti jetrenjaki, na primer studenčni jetrenjak. Gametofit je zelen, v obliki nepravilnih krp in spominja na steljko. Razvite ima posebne strukture za vegetativno razmnoževanje zarodne košarice (brstične skledice), v katerih nastanejo kot zrnca veliki zarodni brstiči, ki odpadejo s steljke in se razvijejo v nov zeleni gametofit. Na podlago se pritrjajo z enoceličnimi rizoidi. Sporofit je po navadi zelo majhen in je sestavljen le iz nitaste tanke prozorne sete, na vrhu katere je pušica, ki se odpre in ob pomoči posebnih spiralastih celic izmeče spore.

## Klasifikacija

### Sorodstvo z drugimi rastlinami
Tradicionalno so jetrenjaki združeni z drugimi mahovi v deblo Bryophyta, znotraj katere je razred jetrenjakov Hepaticae (ali Marchantiopsida). Vendar, odkar je ta skupina parafilietska, se jetrenjaki uvrščajo v svoje lastno deblo. Uporaba imena debla Bryophyta sensu lato je še vedno prisotna v literaturi, ampak vedno pogosteje se Bryophyta uporablja v strogem pomenu, ki vključuje le mahove.
Drugi razlog, da se sedaj jetrenjaki uvrščajo ločeno, je to, da naj bi se njihov razvoj ločil od vseh drugih kopenskih rastlin (embriofitov) na začetku njihove evolucije. Najmočnejši dokaz za to je, da so jetrenjaki edina živeča skupina kopenskih rastlin, ki nimajo listnih rež na sporofitni generaciji.

### Klasifikacija znotraj Marchantiophyta
Biologi razvrščajo jetrenjake v deblo Marchantiophyta. To ime debla ima osnovo v imenu najpogostejše prepoznanih jetrenjakov rodu Marchantia. Poleg tega jetrenjake pogosto imenujejo Hepaticophyta. To ime izhaja iz njihovega latinskega imena, ker je bila latinščina jezik botanikov, v katerem so objavljali svoje opise. To ime povzroča nekaj zmede, deloma zato ker izgleda kot, da bi ime izhajalo iz taksona rodu Hepatica (jetrnik), ki je pravzaprav cvetoča rastlina iz družine zlatičevk. Poleg tega je ime Hepaticophyta pogosto napačno zapisano kot Hepatophyta, kar povzroča še dodatno zmedo.
Deblo Marchantiophyta je razdeljeno v tri razrede:
- Jungermanniopsida vključuje dva reda: Metzgeriales (preprosta steljka) in Jungermanniales (listnati jetrenjaki).
- Marchantiopsida vključuje tri redove Marchantiales (zapletena steljka), in Sphaerocarpales, in tudi Blasiales (prej uvrščen v Metzgeriales).[8] Vključuje tudi problematični rod Monoclea, ki ga nekateri uvrščajo v samostojen red Monocleales.[12]
- Tretji razred, Haplomitriopsida je nedavno prepoznana kot osnovna skupina jetrenjakov;[11] vključuje redove Haplomitrium, Treubia, in Apotreubia.

Ocenjeno je, da obstaja 6000 do 8000 vrst jetrenjakov, približno 85 % naj bi jih pripadalo listnati skupini.

## Galerija
Galerija slik prikazuje strukturo jetrenjakov in njihovo raznovrstnost:
- Marchantia polymorpha, studenčni jetrenjak - na zgornji strani steljke so razvite razplodne košarice (brstične skledice).
- Arhegonij rodu Porella.
- Sporofit.
- Porella platyphylla na deblu drevesa.
- Pellia epiphylla, rast na vlažni prsti.
- Plagiochila asplenoides,  listnati jetrenjak.
- Riccia fluitans, morski talozni jetrenjak.
- Conocephalum conicum, večji talozni jetrenjak.